# Апшинець (озеро)
Апшине́ць — гідрологічна пам'ятка природи місцевого значення, високогірне озеро в Українських Карпатах. Розташоване в межах Рахівського району Закарпатської області, на захід від села Чорна Тиса.

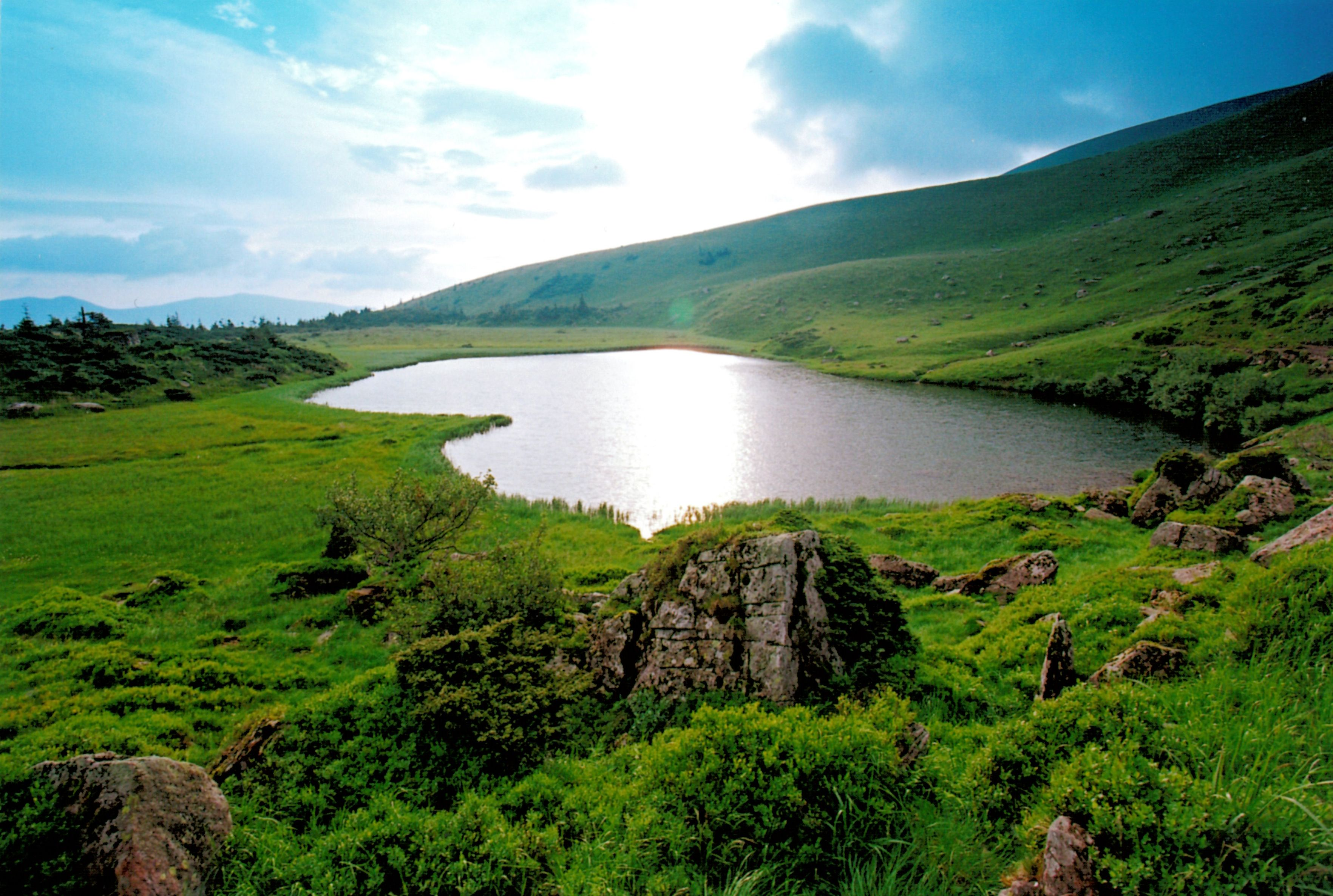

Озеро льодовикового походження, лежить на висоті 1487 м над р. м, на північних схилах головного хребта масиву Свидовець, на схід від гори Трояска. Входить до складу Апшинецького заказника.
З озера витікає струмок Апшинець.
Лежить в улоговині видовженої форми з невисоким моренним валом, на дні розлогого льодовикового кару. Північно-західна частина зайнята осоково-сфагновим болотом. Живиться переважно водами струмка, що впадає в нього із західного боку. Взимку замерзає. Дно рівне, мулисте, біля берегів трапляються валуни. У водах озера живуть лише окремі види мікроскопічних ракоподібних.
Статус гідрологічної пам'ятки природи надано рішенням ОВК від 18.11.1969 року № 414 та рішенням ОВК від 23.02.1984 року № 253.